# 楊于先
杨于先，字野若，福建晉江縣人，清朝政治人物。順治壬辰進士。

## 生平
崇禎六年（1633年）癸酉科福建鄉試，明亡仕清，顺治九年（1652年）壬辰进士，授湖廣衡州府推官，改常德府推官，卒於任內。